# Fireflies in the Garden
Fireflies in the Garden is een Amerikaanse dramafilm uit 2008. Voor Dennis Lee was het zowel de eerste avondvullende film die hij schreef als die hij regisseerde. De titel is afkomstig van een gedicht van Robert Frost en is tevens gerelateerd aan een gebeurtenis uit de film.

## Verhaal
Michael Waechter (Cayden Boyd) groeide op onder het bewind van zijn liefdevolle moeder Lisa (Julia Roberts) en zijn tirannieke vader Charles (Willem Dafoe). Nadat hij het ouderlijk huis verliet, is hij ver weg van zijn familie gaan wonen en een succesvol, landelijk bekend auteur geworden. Hij keert nu als volwassen man (Ryan Reynolds) terug naar het huis van zijn ouders om een diploma-uitreiking van zijn moeder bij te wonen. Hij neemt het script mee van zijn nieuwe boek dat bijna af is, getiteld Fireflies in the Garden. Het boek beschrijft min of meer het verhaal van zijn relatie met zijn tirannieke vader.
Terwijl Charles zijn vrouw met de auto wegbrengt, rent Christopher (Chase Ellison) - het zoontje van Lisa's zus Jane Lawrence (Emily Watson) - de straat op. Hierdoor moet Charles een noodstop maken. Lisa heeft haar gordel niet om en maakt hierdoor een fatale smak tegen de voorruit. Christopher voelt zich schuldig voor de dood van zijn tante en scheidt zichzelf af  van de familie. Michael probeert ondanks het verlies van zijn moeder de kleine Christopher te helpen de zaken te relativeren. 
Wanneer de hele familie bij elkaar is, moeten ze in plaats van een feestje vieren nu het overlijden van Lisa proberen te verwerken. Ieder gaat hier op zijn eigen manier mee om. Voor Michael komt een stroom aan herinneringen aan vroeger naar boven, over wat er mis en toch ook goed ging tussen hem en zijn vader. Tevens ontdekt hij dat zijn moeder sinds enkele jaren een liefdevolle affaire had met Addison (Ioan Gruffudd) en van plan was haar man voor hem te verlaten na de diploma-uitreiking.

## Rolverdeling
- Ryan Reynolds - Michael Waechter
- Cayden Boyd - Michael Waechter, jonge versie
- Willem Dafoe - Charles Waechter
- Julia Roberts - Lisa Waechter
- Emily Watson - Jane Lawrence, Lisa's zus
- Hayden Panettiere - Jane Lawrence, jonge versie
- Shannon Lucio - Ryne Waechter, Michaels jongere zus
- Carrie-Anne Moss - Kelly Hanson, Michaels ex
- Ioan Gruffudd - Addison
- George Newbern - Jimmy Lawrence, Jane's echtgenoot
- Chase Ellison - Christopher Lawrence, Jimmy & Jane's zoon
- Brooklynn Proulx - Leslie Lawrence, Jimmy & Jane's dochter